# Gaither Homecoming
Gaither Homecoming es el nombre aplicado a una serie de videos, grabaciones de música y conciertos que se organizan, presentados y creados por el compositor, y cantante de música cristiana Bill Gaither. El hombre de Gaither Homecoming es aplicado a más de 60 vídeos (cada uno con sus 2 DVD), docenas de grabaciones musicales y una gira de conciertos anuales que llamó mucho la atención a más de medio millón de fanes en el 2004, según las estadísticas.

## Principios
Gaither Homecoming comenzó a mediados del 1991, el Gaither Vocal Band había estado en una de grabación en Nashville, Tennessee de su álbum que incluía a grandes voces de la música Cristiana. Después de la sesión de grabación, los artistas se reunieron alrededor del piano y comenzaron a intercambiar historias, ideas, Bill Gaither programó varias sesiones improvisadas después del lanzamiento del CD de Gaither Vocal Band. El álbum tuvo buena fama y comenzó una serie de lanzamientos y grabaciones profesionales que incluían reuniones de los grandes artistas.

## Formato
El formato de estas grabaciones es muy similar a la de cualquier grabación de un concierto. Solamente con la diferencia que en el escenario se encontrara no solo 4 o 5 artistas sino bastantes cantantes de música gospel o cristiana de los tiempos cantando. Después de varios años, la muerte de varios artistas del Gaither Homecoming, fueron recordados en varios videos lanzados más tarde. Con segmentos donde muestran los tributos de estos artistas que comenzaron el proyecto Homecoming.
La mayoría de estos DVD incluyen su CD donde se puede escuchar la música que se grabó en el video, estos van incluidos con el DVD (si lo desea). Cada uno consta de una primera parte y una segunda parte.
Estos formatos han llegado a ser nominados a premios como los Billboard o los Dove, un ejemplo es Gaither Homecoming: Live From Toronto, junto a su otra parte Canadian Homecoming, estos han sido nominados a premios Billboard, incluyendo la grabación hecha en el 2007 denominado How Great Thou Art, que fue nominado a un premio Dove.

## Series de Conciertos
En 1996 dio a luz la gira de conciertos similar al formato de los videos, nada más que no son grabados. Generalmente estos son realizados los fines de semana (sábados y domingos) y por lo general son realizadas en distintas ciudades.

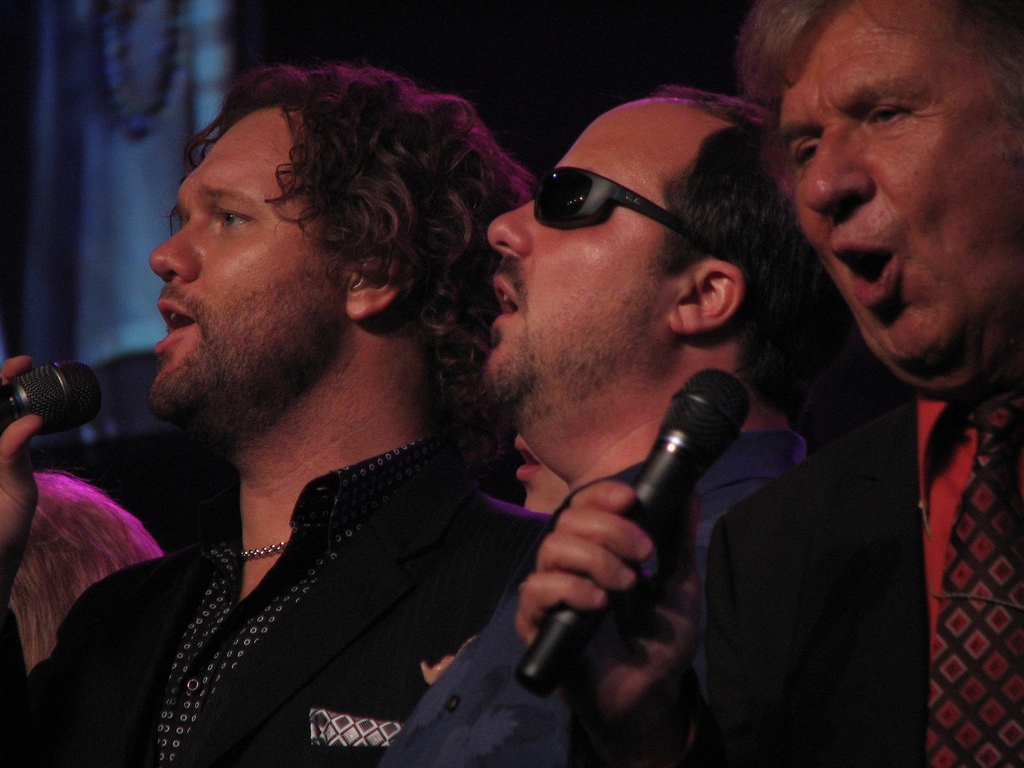
David Phelps, Gordon Mote, Bill Gaither (de izquierda a derecha) en un concierto del Homecoming Tour en abril del 2009

## Series de Televisión
Los DVD, con una duración de 1 hora con 30 minutos y hasta 2 horas completas, han sido transmitidas por varias cadenas de televisión cristianas norteamericanas como TBN (en inglés). Generalmente acompañados de anuncios donde muestran otros videos para vender y publicitar.

## Cruceros
Las Series Gaither Homecoming han llegado hasta los cruceros, generalmente 2 al año. Normalmente un crucero en septiembre parte por las Bahía y puertos de Alaska, y en febrero otro sale hacia los paraísos tropicales. Fue uno de estos cruceros donde el pianista Anthony Burger se desvaneció en el escenario de un concierto a bordo de un crucero mientras tocaba el piano por consecuente a un ataque al corazón, en ese momento acompañaba al piano a Bill y su esposa Gloria Gaither y los cantantes del Homecoming.
En el 2009, por primera vez, un Crucero Homecoming fue grabado en DVD/CD para lanzarse en febrero del 2011 y hoy es conocido como Alaskan Homecoming y su segunda parte Majesty.

## Homecoming Radio
Después de estos éxitos, en octubre del 2004, se fundó el programa de radio Homecoming Radio, un programa de 1 hora de duración donde principalmente Bill Gaither y Mark Lowry eran los locutores.
El Programa Radiofónico pasa canciones de los Homecoming Friends, a veces canciones de los CD que los artistas graban, otras veces se escucha la música de los Homecoming DVD de varios artistas, muchas veces del Gaither Vocal Band.
Hoy en día, el Homecoming Radio es escuchado por miles de personas a nivel nacional (USA), y nivel internacional. Los locutores que hoy en día se encuentran son : Bill Gaither, Mark Lowry, Kevin Williams, Tori Taff (Esposa de Russ Taff) y Phil Brower. Sus programas son grabados y subidos a su sitio web, y son transmitidos por 20 estaciones de internet diferentes, y 4 sistemas de satélites. 

## Homecoming Magazine
Pero Las Series Homecoming no solo han llegado a CD, DVD, giras de concierto, cruceros y programas de radio, sino también tiene su revista, la revista de Bill y Gloria Gaither: "Homecoming Megazine", creada y fundada en el año 2003. Con miles de lectores por mes. La revista esta llena de muchas cosas, como entrevistas, datos de información, etc.
La revista es lanzada cada 2 meses, y esta es enviada a muchas personas que se han suscrito. Esta es también enviada al internacional, como Canadá. 

## Videografía
- 1991 Homecoming
- 1992 A Praise Gathering
- 1992 Reunion
- 1993 Turn Your Radio On
- 1993 Old Friends
- 1994 A Christmas Homecoming
- 1994 Landmark
- 1994 Precious Memories
- 1995 All Day Singin' with Dinner on the Ground
- 1995 Revival
- 1995 Holy Ground
- 1996 When All God's Singer Get Home
- 1996 Sunday Meetin' Time
- 1995 Ryman Gospel Reunion
- 1996 Sing Your Blues Away
- 1996 Moments To Remember
- 1996 Something Beautiful
- 1996 Homecoming Texas Style
- 1996 Joy To The World
- 1997 Back Home Again in Indiana
- 1996 Joy in the Camp
- 1997 Feelin' At Home
- 1997 This Is My Story
- 1997 Special Homecoming Moments
- 1998 Singin' With The Saints
- 1998 Down By The Tabernacle
- 1998 Rivers Of Joy
- 1998 Hawaiian Homecoming
- 1998 Marching To Zion
- 1998 Atlanta Homecoming
- 1998 All Day Singin' At The Dome
- 1999 Singin' In My Soul
- 1999 Kennedy Center Homecoming
- 1999 So Glad!
- 1999 Sweet, Sweet Spirit
- 1999 Mountain Homecoming
- 1999 I'll Meet You on the Mountain
- 2000 Good News
- 2000 Memphis Homecoming
- 2000 Oh, My Glory!
- 2000 Harmony in the Heartland
- 2000 Irish Homecoming
- 2000 Whispering Hope
- 2000 Christmas in the Country
- 2001 Christmas... A Time for Joy
- 2001 What a Time!
- 2001 London Homecoming
- 2001 A Billy Graham Music Homecoming, Volumes 1 & 2
- 2001 Journey to the Sky
- 2001 Passin' the Faith Along
- 2002 Freedom Band
- 2002 I'll Fly Away
- 2002 New Orleans Homecoming
- 2002 God Bless America
- 2002 Let Freedom Ring
- 2003 Going Home
- 2003 Heaven
- 2003 Australian Homecoming
- 2003 Red Rocks Homecoming
- 2003 Rocky Mountain Homecoming
- 2003 A Gospel Bluegrass Homecoming Volume 1
- 2003 A Gospel Bluegrass Homecoming Volume 2
- 2004 Build a Bridge
- 2004 We Will Stand
- 2004 Tribute To Howard & Vestal Goodman
- 2004 Tribute to Jake Hess
- 2005 Church In The Wildwood
- 2005 Hymns
- 2005 Israel Homecoming
- 2005 Jerusalem Homecoming
- 2005 A Tribute to George Younce
- 2006 Canadian Homecoming
- 2006 Live from Toronto
- 2006 Christmas in South Africa
- 2006 Homecoming Christmas Live From South Africa
- 2007 South African Homecoming
- 2007 Love Can Turn The World-Live From South Africa
- 2007 Amazing Grace
- 2007 How Great Thou Art
- 2008 A Campfire Homecoming
- 2008 Homecoming Picnic
- 2008 Rock of Ages
- 2008 Country Bluegrass Homecoming, Volume 1
- 2008 Country Bluegrass Homecoming, Volume 2
- 2009 Nashville Homecoming
- 2009 Joy in My Heart
- 2010 Giving Thanks
- 2010 Count Your Blessings
- 2011 Alaskan Homecoming
- 2011 Majesty
- 2011 Tent Revival Homecoming
- 2011 The Old Rugged Cross
- 2012 Gaither Homecoming Celebration!
- 2012 God Bless The USA
- 2013 Woman of Homecoming Vol. 1 & 2 (24 de septiembre de 2013)

## Artistas del Homecoming
Un asterisco (*) indica que el artista ha fallecido. Los números al lado de los años, indican el número de las veces en las que han aparecido en los DVD.
- Aaron Wilburn (2001-) 3
- Acoustix (2007-) 2
- Albertina Walker (2007-) 2
- Alicia Williamson (2000-) 10
- Allen Asbury (2003-) 2
- Allison Durham Speer (1999-) 7
- Alvin Slaughter (2004)
- Amber Thompson (2003)
- Amy Gaither-Hayes (1999-) 3
- Amy Lambert (1998-) 6
- Amy Rouse (2001-) 2
- Andraé Crouch (1999-) 4
- Angela Primm (2002-) 3
- Ann Downing (1995-) 20
- Anthony Burger (1995-2006*) 16
- Armond Morales (2002-) 2
- Arnolds, The (2002)
- Avalon (2001-) 2
- Babbie Mason (1995-) 9
- Becky Isaacs Bowman (2004-) 7
- Ben Speer (1992-) 34
- Benjy Gaither (2002-) 3
- Beverly Crawford (2004)
- Billy Blackwood (1996)
- Bishops, The (1995-) 5
- Blackwood Brothers (2000-) 2
- Bob Cain (1996-2000*) 10
- Bonnie Keen (1999-) 6
- Booth Brothers (2002-) 11
- Boots Randolph (2004*)
- Brenda Lee (2007)
- Brian Free & Assurance (2009)
- Brock Speer (1992-1999*) 5
- Buck Rambo (1991)
- Buddy Greene (1996-) 26
- Buddy Mullins (1995-) 9
- Calvin Newton (1995-) 3
- Candy Hemphill Christmas (1995-) 17
- Carman (singer) (2012
- Cathedrals, The (1991–1999) 9
- CeCe Winans (2001-) 2
- Charles Johnson (1998)
- Charlotte Penhollow-Ritchie (1995-) 28
- Cherryholmes (2008-) 3
- Chonda Pierce (1998-) 2
- Cissy Houston (2004)
- Collingsworth Family, The (2008) 2
- Connie Smith (2008)
- Crabb Family, The (2001-) 6
- Cynthia Clawson (1995-) 18
- Dallas Holm (1995-) 3
- Danny Funderburk (1999)
- Danny Gaither (1995-2000*) 4
- Daryl Williams Trio (1998-) 2
- Dave Ponder (2000)
- David Phelps (1998-) 29
- Dave Will (2008)
- Dean Brown (1995)
- Debra Talley (1995-) 4
- Delores Washington (2004)
- Dixie Melody Boys (1999)
- Don Francisco (2001)
- Donnie Sumner (1996-) 7
- Dony McGuire (1994)
- Dorinda Clark-Cole (2004)
- Doris Akers (1994*)
- Dottie Rambo (1992-2008*) 5
- Doug Oldham (1993-1999*) 6
- Doug Young (1998)
- Dove Brothers (2000-) 2
- Doyle Lawson and Quicksilver (1999-) 3
- Earl Weatherford* (1992)
- Ed Enoch (1994-) 2
- Eldridge Fox (1999*)
- Ernie Haase (1996-) 9
- Ernie Haase & Signature Sound (2005-) 13
- Eva Mae LeFevre (1991-2009*) 11
- Evie Tornquist-Karlsson (2000-) 3
- Fairfield Four (1993)
- Faye Speer (1995-) 3
- Florida Boys (1994-) 8
- Franklin Graham (2005)
- Gaither Vocal Band (1991-) 51
- Gary Koreiba (1999)
- Gary McSpadden (2009-) 3
- Gatlin Brothers (1991-) 4
- Gayle Mayes West (2002-) 2
- Gene McDonald (1998-) 19
- George Beverly Shea (2001-) 3
- George Jones (2008-) 2
- George Younce (1991-2005*) 24
- Gerald Wolfe (1998-) 2
- Geron Davis (1995-)
- Ginger Laxon (1998)
- Glenn Dustin (2009)
- Glen Payne  (1991–1999*) 10
- Gloria Gaither  (1991-) 27
- Gold City (1998-) 3
- Gordon Mote (2007-) 9
- Gordon Stoker (2006-) 2
- Grascals (2008-) 2
- Greater Vision (2000-) 4
- Greenes, The (2002-) 2
- Guy Penrod (1995-) 35
- Hayes Family, The (1996-) 9
- Henry Slaughter (1996)
- Hoppers, The (1998-) 19
- Hovie Lister (1991-2002*) 8
- Howard Goodman (1991-2002*) 17
- Isaacs, The (1996-) 36
- Ivan Parker (1995–2009) 30
- J. D. Sumner (1991-1998*) 18
- Jack Toney (1996-2004*) 11
- Jake Hess (1991-2004*) 38
- James Blackwood (1991-2002*)10
- Jason Crabb (2004-) 6
- Janet Paschal (1996-) 22
- Jeanne Johnson (1996-) 17
- Jeff Easter (1995-) 7
- Jeff & Sheri Easter (1995-) 29
- Jeff Silvey (1998)
- Jeff Allen (2000-) 4
- Jessy Dixon (1996-) 45
- Jim Hamill (1998-) 4
- Jim Hill (1991-) 7
- Jim Murray (1991-) 5
- Jimmy Blackwood (1995-) 5
- Jimmy Dean (2009*)
- Jimmy Fortune (2008)
- Joel Hemphill (1995-) 4
- John Hall (1995-) 4
- John Starnes (1995-) 7
- Johnny Cook (1998*)
- Johnny Minick (1996-) 9
- Jon Mohr (2009-) 2
- Jonathan Martin (1996-) 2
- Jonathan Pierce (1996-) 3
- Joni Eareckson Tada (2003)
- Joni Lamb (2008)
- Joy Gardner (1996-) 40
- Joyce Martin (1996-) 2
- Karen Apple (1998-) 2
- Karen Peck (1995-) 8
- Karen Peck and New River (1998-) 6
- Karen Wheaton (1996-) 4
- Katinas, The (1999-) 2
- Kelly Nelon (1995-) 3
- Ken Davis (1998-) 4
- Kevin Spencer Family, The  (1999)
- Kevin Williams (1999-) 7
- Kim Collingsworth (2009)
- Kim Hopper (1998-) 20
- Kingsmen Quartet (1998-) 2
- Kirk Talley (1996-) 4
- Labreeska Hemphill (1998-) 2
- Ladye Love Smith (1998-) 25
- Larnelle Harris (1995-) 16
- Larry Ford (1992-) 25
- Larry Gatlin (1991-) 5
- Larry Sparks (2008-) 2
- Lauren Talley (2000) 5
- Lee Young (2009)
- Legacy Five (2001-) 5
- Les Beasley (1995-) 2
- Lewis Family (1999-) 4
- Lillie Knauls (1995-) 23
- Lily Fern Weatherford (1992-) 5
- Lisa Daggs (1998-) 4
- LordSong (2005-) 2
- Lulu Roman (1998-) 4
- Lynda Randle (1996-) 25
- Mark Lowry (1991-) 35
- Mark Trammell (1999)
- Marshall Hall (2000-) 10
- Martins (1995-) 24
- Marty Stuart (2008-) 2
- Mary Tom Speer Reid (1995-) 11
- Mary Mary (2004)
- Meadowlark Lemon (1999-) 2
- Mel Tunney (2002)
- Michael Sykes (2000) 2
- Michael English (1991-) 13
- Michael Tait (2006)
- Michael W. Smith (2001)
- Mighty Clouds Of Joy (2004)
- Mike Allen (1998-) 19
- Mike Bowling (2004)
- Mom Winans (2004)
- Mylon LeFevre (1992-) 3
- Nancy Harmon (1996)
- Naomi Sego (1995)
- Natalie Grant (2002)
- The Nelons  (1995-) 7
- Nitty Gritty Dirt Band (2008)
- Oak Ridge Boys (2002-) 3
- Old Time Gospel Hour Quartet (2004)
- Perrys, The (2009)
- Pfeifers (2001)
- R. W. Blackwood, Jr. (2000)
- Ralph Stanley & The Clinch Mountain Boys (2008-) 2
- Randy Owen (2007-) 2
- Randy Phillips (1996)
- Randy Travis (2002-) 2
- Ray Dean Reese (1996-) 3
- Reba Rambo-McGuire (1994-) 2
- Reggie Smith (1998-) 28
- Reggie Saddler Family (1998-) 4
- Rex Nelon (1994-2001*) 16
- Rhonda Vincent & The Rage (2008-) 2
- Rick Evans (2008)
- Ricky Skaggs (2001)
- Robbie Hiner (1996-) 4
- Roger Bennett (1999*)
- Roger McDuff  (1995-) 2
- Roger Talley (1998)
- Ronnie Milsap (2010)
- Rosa Nell Speer  (1996-) 2
- Rosie Rozell (1995*)
- Ruppes (1998-) 2
- Russ Taff (1993-) 28
- Sandi Patty (1999-) 4
- Sarah DeLane (2001-) 4
- Selah (2005)
- Sheri Easter (1995-) 9
- Shirley Murdock (2004)
- Sherman Andrus (2002-) 2
- Smokie Norful (2004)
- Sonya Isaacs (1998-) 13
- Speer Family (1991-) 6
- Squire Parsons (1993-) 18
- Stamps Quartet (1991-) 6
- Stan Whitmire (2004)
- Statesmen Quartet (1996-) 2
- Statler Brothers (1990)
- Stephen Hill (1998-) 28
- Steve Green (2009)
- Steve "Rabbit" Easter (2008)
- Steve Weatherford (1993)
- Sue Dodge (1995-) 26
- Suzanne Gaither-Jennings (1999)
- T.D. Jakes (2004-) 2
- Talley Trio  (2000-) 14
- Tanya Goodman Sykes (1993-) 21
- Taylor Mason (2002-) 3
- Terri Gibbs (1996)
- Terry Blackwood (1996-) 30
- Terry Bradshaw (1996)
- Terry Franklin (1992)
- Terry McMillan (1998-) 2
- Tim Lovelace (1997)
- Tim Parton (1996-) 3
- Tim Pettigo (1995)
- Tim Riley  (2000)
- Tramaine Hawkins (2004-) 2
- Vestal Goodman (1991-2003*) 38
- Vince Gill (2008-) 2
- Voices of Lee (2006)
- Wally Varner (1992-1993*) 2
- Walt Mills (1997)
- Wanda Vick  (1999)
- Wes Hampton (2007-) 5
- Wesley Pritchard (1996-) 36
- Willie Wynn (1997-) 2
- Wintley Phipps (2001-) 6
- Woody Wright (1998-) 18
- Zig Ziglar (2001)